# Eunidia allardi
Eunidia allardi là một loài bọ cánh cứng trong họ Cerambycidae.